# Columbus Crew SC
Columbus Crew je fotbalový tým hrající americkou Major League Soccer. Byl založen v roce 1994, v MLS působí od sezony 2006. Od roku 1999 hraje své domácí zápasy na Columbus Crew Stadium ve městě Columbus v Ohiu.
V poslední sezoně 2009 klub vyhrál základní část, ale hned ve čtvrtfinále vypadl s konečným vítězem Real Salt Lake.

## Úspěchy
- 3× MLS Cup: (2008, 2020, 2023)
- 3× MLS Supporters' Shield: (2004, 2008, 2009)
- 1× US Open Cup: (2002)
- 1× California Challenge Cup: (2004)
- 2× Trillum Cup: (2008, 2009)